# Wilhelm Pfeiffer (Geologe)
Wilhelm Pfeiffer (* 6. Mai 1888 in Heilbronn; † 10. August 1939) war ein deutscher Geologe und Studienrat.

## Leben
Pfeiffer verbrachte Kindheit und Jugend in seiner Vaterstadt Heilbronn. Nach dem Abitur studierte er Naturwissenschaften in Tübingen und Stuttgart. Nach den Prüfungen für das höhere Lehramt wurde er 1914 mit einer geologischen Arbeit (Über den Gipskeuper im nördlichen Württemberg) promoviert. Als Soldat wurde er im Ersten Weltkrieg schon am 30. August 1914 bei St. Dié in den Vogesen schwer verwundet. Seine Frau  Else Pfeiffer-Bonhöffer (1891–1959, Tochter von Adolf Friedrich Bonhöffer) holte ihn aus dem dortigen Lazarett vor dem Einmarsch der Franzosen nach Stuttgart, wie sie in ihrem Zeitungsbericht schreibt.
Nach langwieriger Genesung unterrichtete Pfeiffer ab 1916 in Stuttgart an der Zeppelin-Oberrealschule und dem Reform-Realgymnasium. Daneben publizierte er geologische Abhandlungen sowie Karten und engagierte sich in verschiedenen Vereinigungen, wie dem Lehrerverein für Naturkunde, dem Schwarzwaldverein und dem Bund für Heimatschutz in Württemberg und Hohenzollern. Hervorgehoben werden sein Organisationsgeschick und seine Führereigenschaften auf zahlreichen geologischen Lehrfahrten, die er in ganz Deutschland durchführte. Auf einer solchen Studienfahrt, die Pfeiffer am 10. August 1939 für die Deutsche Palaeontologische Gesellschaft nach Münster am Neckar und Steinheim veranstaltet hatte, kam er nach der Besichtigung der Lausterschen Travertinwerke bei einem Autounfall ums Leben.

Grab Wilhelm Pfeiffers auf dem Pragfriedhof in Stuttgart

Pfeiffer trat zum 1. Mai 1933 der NSDAP bei (Mitgliedsnummer 3.224.743) und war Kreisabschnittswalter des Stuttgarter Amts für Erzieher.
Bei dem von Ludwig Finckh geführten Kampf für den Stopp des Basaltabbaus am Hohenstoffeln habe er „in vielen Gutachten die Einzigartigkeit des Berges“ dargelegt und nachgewiesen, „daß der Schutz des Berges eine Notwendigkeit, ja eine deutsche Pflicht sei.“

## Schriften (Auswahl)
- Über den Gipskeuper im nordöstlichen Württemberg. Diss. Tübingen 1915.
- Über den Gipskeuper in Süddeutschland. In: Jahresberichte und Mitteilungen des Oberrheinischen Geologischen Vereins NF 7 (1918), S. 44–62.
- Ost–West–Profil durch den mittleren und oberen Keuper Süddeutschlands. In: Jahresberichte und Mitteilungen des Oberrheinischen Geologischen Vereins NF 12 (1923), S. 166–177.
- mit Karl Heubach: Geologie von Heilbronn. Rau, Öhringen 1930.